# Collegio Nazionale Frații Buzești di Craiova
Il collegio nazionale "Fraţii Buzeşti" di Craiova è una scuola superiore che si trova nel centro di Craiova, Romania, sulla via Știrbei Voda. È una delle più prestigiose istituzioni di istruzione secondaria in Romania.

## Storia
Il liceo prese il nome da tre fedeli nobili, i fratelli Buzeşti (Preda, Radu e Stroe Buzescu) che erano gli inseparabili, i più forti sostenitori militari del voivoda Michele il Coraggioso; la loro nobile linea di sangue risale al 1461 d.C.. Tra il 1590 e il 1600 combatterono numerose volte nell'esercito del principe cristiano Mihai Viteazul (Michele il Coraggioso) contro gli ottomani.
Come scuola superiore fu formalmente istituito nel 1882 come "Gimnaziul Real" (Ginnasio Reale) con un editto del Ministero del culto (approvato dal ministro della cultura della Romania di quel tempo, Petre S. Aurelian), con un insegnamento prevalentemente scientifico per ragazzi. Il motto del ginnasio è costituito dalle due parole latine dell'inizio del libro della Genesi: Fiat lux (sia fatta la luce).

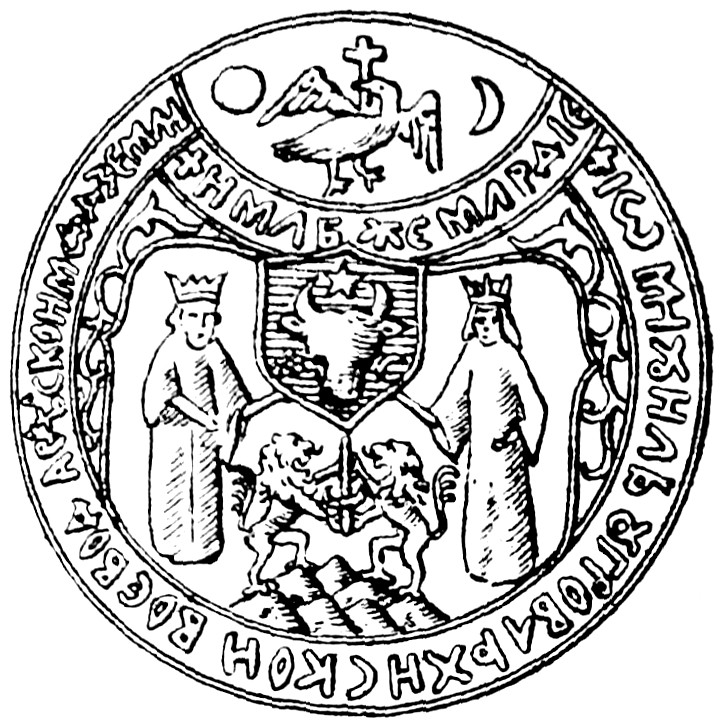
Sigillo di Michele il Coraggioso - "Banul" (principe) di Craiova nel 1590

Il primo direttore del ginnasio fu il professore di matematica Grigore Căzănescu, che guidò i primi passi dei studenti e professori del ginnasio. Alla sua apertura il 1 novembre 1882, il ginnasio aveva 62 studenti iscritti al primo grado; la scuola aprì per ragazzi, all'interno della grande aula nell'edificio che ora è Collegio Nazionale Carol I di Craiova, e i suoi primi insegnanti di lingue furono Ştefan Rudeanu per la lingua francese e Ferdinand Settelin per il tedesco. Nel 1898 c'erano 184 alumni ma la scuola non ebbe un proprio edificio fino al 1930. Il 9 gennaio 1910, tuttavia, Spiru Haret, Ministro dell'educazione e della cultura ("Ministerul Instrucţiunii şi Cultelor"), annunciò di aver approvato l'istituzione del nuovo ginnasio che si chiamerà "Fraţii Buzeşti". A quel tempo, uno degli insegnanti più noti era Nicolae Bănescu, professore di storia e lingua francese, che divenne vicepresidente dell'Accademia rumena. Il suo programma di studi era piuttosto severo, con 34 ore di studio a settimana, che continuò allo stesso modo anche nei primi anni '60. Nel 1961 la scuola includeva anche una formazione pratica obbligatoria in ingegneria elettrotecnica presso la sede locale della fabbrica Electroputere per la produzione di treni elettrici Diesel, dove gli studenti diplomati ricevevano certificati per la costruzione di motori elettrici e generatori. Tra gli insegnanti della scuola negli anni '60: Sică-Anastasie Petrescu per la matematica e Teodoreanu, originario della Bessarabia, per la fisica.
Tuttavia, il più rinomato docente della storia della scuola - tra il 1920 e il 1940 - fu il professore di scienze naturali Ion P. Ionescu-Argetoaia, un dottorato in geologia, che rinunciò ad una cattedra universitaria presso l'Università di Timişoara, nonché la posizione di assistente di cattedra alla Sorbona di Parigi, per unirsi a "Fraţii Buzeşti" come leader; è stato il primo ad ottenere l'approvazione da parte del Ministero della pubblica istruzione ("Ministerul Instrucţiunii") per la costruzione dell'edificio monumentale della scuola superiore che continua ad essere utilizzato anche oggi. Durante la seconda guerra mondiale, tra il 1941 e il 1942, l'edificio scolastico fu utilizzato dalle truppe tedesche come ospedale per i soldati tedeschi feriti, e in seguito, tra il settembre 1944 e il 1949, fu usato di nuovo - questa volta dalle truppe sovietiche occupanti - come ospedale per i soldati dell'Armata Rossa feriti; durante questi periodi, la scuola venne costretta ad operare, in una situazione di sovraffollamento, negli edifici delle altre scuole di Craiova. Entro l'anno 2005 c'erano oltre 15.000 diplomati di CNFB e la sua popolarità aumentò esponenzialmente dopo gli anni '30.
Attualmente, il CNFB è un'istituzione affiliata all'UNESCO, dotata di personale didattico di alta qualità e di studenti che studiano o fanno ricerca presso le istituzioni accademiche di tutto il mondo.
Per oltre un secolo, i due migliori collegi nazionali di Craiova, Colegiul Naţional "Fraţii Buzeşti" (CNFB) e Colegiul Naţional "Carol I" (CNC), sono stati, e sono tuttora, percorsi educativi riconosciuti in vista dell'istruzione universitaria degli abitanti di Oltenia; molti studenti di queste due migliori scuole superiori venivano ammessi attraverso esami di ammissione molto competitivi all'Università di Bucarest o all'Università di Craiova, quest'ultima a meno di due miglia di distanza dagli edifici delle due scuole superiori.

## Consiglio dei docenti
- Preside: Prof. Zamfirică Petrescu
- Vice presidi:
  - Carmen Ștefănescu
  - Ion Nanu
- Consigliere per programmi e progetti educativi: Ileana Didu

## Attività degli studenti
Gli studenti del CNFB vengono impegnano in un gran numero di attività scientifiche e culturali organizzate dai club degli studenti e dalla Fondazione "Fraţii Buzeşti", incluse una rivista e una rivista per studenti pubblicate dalla scuola dal 1996 (la prima rivista per studenti è stata tuttavia fondata nel 1963, prontamente censurata e sospesa dal preside della scuola).

## Alumni
- Ilie G. Murgulescu (1902–1991), chimico, ex Presidente dell'Accademia rumena[10]
- Eugeniu Petre P. Mares (1907–1995), generale[11]
- Mircea Grigore(1920–2006)[12][13]
- Marin Sorescu, poeta e storico letterario (1936–1996)[14]
- Alexandru Mitru (1914–1989), scrittore ed esperto di mitologia[15][16]
- Sabin Bălașa, pittore (1932–2008)[17]
- Petre C. Raicu, Dr. Phil. (1929–1998), ex docente di genetica all'Università di Bucarest e l'Università "Petru Maior" di Târgu Mureş, professore associato all'Università di Parigi[18]
- Mihnea Gheorghiu, accademico[19][20]
- Radu Voinea (1923–2010), docente di meccanica e ingegneria, ex Presidente dell'Accademia rumena[10]